# Cameriera bella presenza offresi...
Cameriera bella presenza offresi... è un film italiano del 1951 diretto da Giorgio Pàstina
Il film è una commedia a episodi con protagonista Elsa Merlini, che torna al cinema dopo circa dieci anni di assenza.

## Trama

Una scena del film

Maria, una cameriera bella ma non più giovanissima, in attesa di impalmare il fidanzato Filiberto che rinvia da quindici  anni le nozze, durante una torrida estate cambia continuamente datori di lavoro tramite annunci sui quotidiani, trovandosi coinvolta in varie disavventure.
Inizialmente presta servizio presso un avvocato, ma viene licenziata quando quest'ultimo, avendo appreso di essere stato tradito dalla moglie, la accusa di essere complice dell'inganno. Assunta poi da un celebre attore di prosa, riesce a farlo riconciliare con la moglie, gelosa di un'attrice di cui il marito si è innamorato.
Nel giorno di Ferragosto trova lavoro presso un commesso viaggiatore costretto a letto da una malattia, ma l'appartamento viene messo a soqquadro da parecchi visitatori inopportuni. Infine prende servizio presso un insegnante di matematica che pratica lo yoga e si diletta di occultismo.
Durante una seduta spiritica, apprende che lo zio del fidanzato è deceduto. Il matrimonio si può così finalmente celebrare, nonostante prima della cerimonia si venga a sapere che l'eredità dello zio è toccata alla fedele guardiana della villa.

## Distribuzione
Il film venne iscritto al Pubblico registro cinematografico con il n. 1.028. Ebbe il visto censura n. 10.750 del 19 ottobre 1951 con una lunghezza della pellicola di 2.795 metri. La prima proiezione pubblica avvenne il 3 novembre 1951 e incassò 128.000.000 lire.
Il film è stato pubblicato diverse volte in videocassetta e in DVD nell'ottobre 2005.

## Critica
«Più di venti attori, trascurando i generici, partecipano a questa pellicola, a tratti gustosa nella prima parte, ma meno nella seconda: su tutti si staccano Isa Miranda e Vittorio De Sica, che con intelligente ironia beffeggiano le pose e le pretenziosità degli attoroni magniloquenti. Anche qui, accanto ai De Filippo e al misurato Cervi, c'è Aldo Fabrizi che ostenta, in un'integrità impudica, il nudo e gelatinoso pancione. Il verismo, almeno nei film divertenti, non dovrebbe spingersi sino ad oltranza degli addomi voluminosi». Arturo Lanocita, Corriere della Sera, 29 novembre 1951

## Altri tecnici
- Arredatore: Raffaello Tolfo
- Aiuto regista: Roberto Fabbri
- Operatore: Marcello Gatti
- Direttore di produzione: Giacomo Aragno
- Ispettore di produzione: Marcello Giannini
- Segretario di produzione: Paolo Gargano
- Segretaria di edizione: Elvira D'Amico
- Tecnico del suono: Bruno Brunacci